# Rikke de Koning
Rikke de Koning (* 4. Mai 2003) ist eine niederländische Tennisspielerin.

## Karriere
De Koning spielt vor allem auf der ITF Women’s World Tennis Tour, auf der sie bisher vier Titel im Doppel gewinnen konnte.

## Turniersiege

### Doppel
| Nr. | Datum             | Turnier  | Kategorie | Belag     | Partnerin          | Finalgegnerinnen                      | Ergebnis          |
| --- | ----------------- | -------- | --------- | --------- | ------------------ | ------------------------------------- | ----------------- |
| 1.  | 9. September 2023 | Haren    | ITF W15   | Sand      | Marente Sijbesma   | Nicole Gadient Eva-Marie Voracek      | 6:3, 6:2          |
| 2.  | 11. November 2023 | Antalya  | ITF W15   | Sand      | Madelief Hageman   | Iulia Andreea Ionescu Anastasia Safta | 7:65, 6:2         |
| 3.  | 22. Februar 2025  | Pretoria | ITF W15   | Hartplatz | Stéphanie Visscher | Arina Arifullina Polina Kaibekova     | 7:64, 6:3         |
| 4.  | 21. Juni 2025     | Bolszewo | ITF W15   | Sand      | Amélie Van Impe    | Salma Drugdová Angella Okutoyi        | 7:67, 3:6, [10:7] |